# Catopyrops rita
Catopyrops rita är en fjärilsart som beskrevs av Grose-smith 1895. Catopyrops rita ingår i släktet Catopyrops och familjen juvelvingar. Inga underarter finns listade i Catalogue of Life.

## Bildgalleri

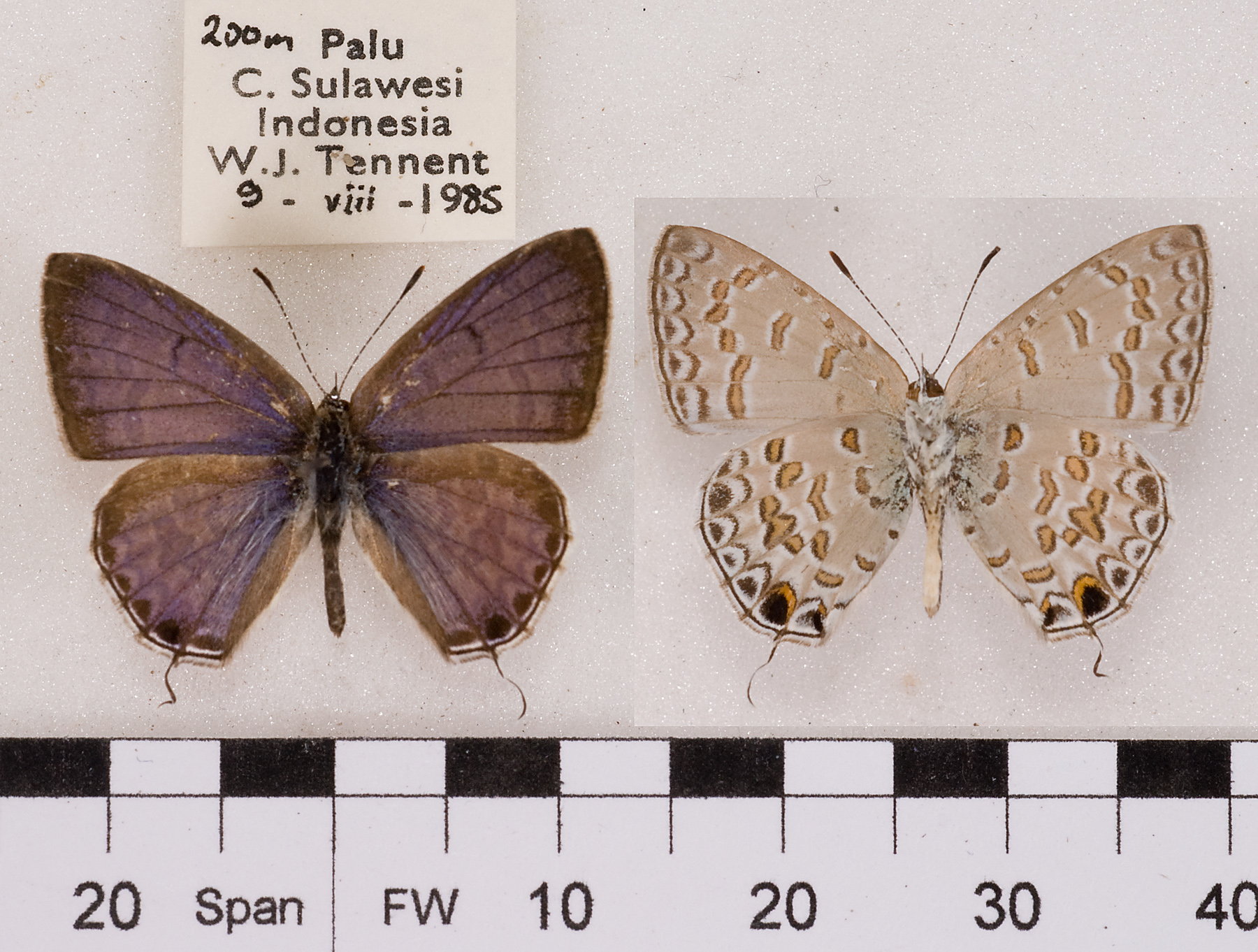